# Фролова, Римма Павловна
Римма Павловна Фролова (род. 25 марта 1934 года, Харьков, РСФСР, СССР) ― тренер-преподаватель по художественной гимнастике, основоположница развития художественной гимнастики в Белгородской области, старший тренер отделения по художественной гимнастике, заслуженный работник физической культуры РФ
Сегодня Римма Фролова продолжает заниматься с начинающими спортсменками в белгородском Центре молодёжных инициатив.

## Биография
Римма Павловна родилась в городе Харьков. В детстве Римма Фролова ходила в волейбольную и баскетбольную секции, но стать профессиональной спортсменкой не мечтала.
После школы Фролова поступила в Львовское музыкально-педагогическое училище, где проучилась три года. А затем её отца — военного Павла Матяша — перевели в Горький (сейчас — Нижний Новгород). Семья последовала за ним. В Горьком тогда не было музыкального училища, поэтому Фролова решила пойти в техникум физической культуры. Чтобы поступить туда, нужно было сдать нормативы по плаванию, катанию на коньках и бегу на лыжах. Будущему тренеру пришлось долго готовиться к вступительным испытаниям и сдавать их наравне с профессиональными спортсменами. Однако Фролова получила отличные оценки на экзаменах и поступила в техникум. А вскоре она стала одной из лучших студенток.
После окончания техникума Римму Павловну по распределению отправили в Белгород. В 1975 году завершила обучение в Белгородском государственном иснституте им. Ольминского (в настоящее время Белгородский государственный национальный исследовательский университет). После начала работать в Доме пионеров. В то время в городе почти не было спортивных секций, и начинающему тренеру разрешили открыть любой кружок. В 1954 году Фролова набрала первую группу, с которой стала заниматься художественной гимнастикой. Этим видом спорта она увлеклась ещё во время учёбы.
Уже через несколько лет ученицы Фроловой начали побеждать на региональных и всесоюзных соревнованиях.

## Воспитанники Фроловой
Чемпионка СССР 1964 года Валентина Лихобаба.
Первые мастера спорта СССР по художественной гимнастике в Белгороде:
- Тамара Глотова

- Галина Верещагина

- Алла Самсонова
- Елена Гаврилова
- Людмила Измайлова

Восемь гимнасток Риммы Павловны, входили в состав сборной команды России по художественной гимнастике. Среди них Спесивцева Полина (кандидат в мастера спорта, член сборной команды России по художественной гимнастике с 2014 по 2017 г.г.)
По инициативе Риммы Фроловой в Белгородской области создавали новые кружки и секции по художественной гимнастике.
Всего Римма Фролова подготовила более 100 мастеров спорта и 500 кандидатов в мастера спорта. Римма Фролова воспитала десятки чемпионов и призёров Европы, мира и Олимпийских игр. Более 30 воспитанниц, продолжают начатое дело и активно работают тренерами в спортивной школе и других учреждениях города и Белгородской области.

## Кубок заслуженного работника физической культуры России Р. П. Фроловой
В 1995 году Римма Фролова предложила организовать Кубок Белогорья по художественной гимнастике. Сначала в нём участвовали только местные спортсменки. Затем на соревнования стали приезжать гимнастки из других регионов России и разных стран мира. А в позднее турнир переименовали в Кубок заслуженного работника физической культуры России Р. П. Фроловой.
В числе претенденток на победу в 2021 году — представительницы Курска, Москвы, Калининграда, Орла, Железногорска, Гатчины, Воронежа.

## Награды и звания
- медаль «За трудовую доблесть» — 1971 г.
- звание «Ветеран труда» — 1980 г.
- награждена знаком «Отличник народного просвещения РСФСР» — 1980 г.
- почётное звание «Заслуженный работник физической культуры Российской Федерации» — 1986 г.
- почётный знак «За развитие физической культуры и спорта в России»
- нагрудный знак «Отличник физической культуры и спорта»
- медали «За заслуги перед Землёй Белгородской» второй (2010 г.) и первой (2014 г.) степени
- почётный знак Государственного комитета по физической культуре и спорту «За заслуги в развитии физической культуры и спорта Российской Федерации»

За большой личный вклад в дело пропаганды и развития художественной гимнастики среди молодёжи Белгорочины неоднократно награждалась благодарственными письмами и Почётной грамотой Губернатора Белгородской области, Почётными грамотами Министерства образования и науки Российской Федерации. В 2009 году Римма Павловна внесена в энциклопедию «Лучшие люди России».
В 2015 году «За заслуги в развитии физической культуры и спорта и многолетнюю добросовестную работу» Римме Павловне Фроловой вынесена Благодарность Президента России.
В 2019 году в связи с юбилеем Р. П. Фроловой и 65-ти летием художественной гимнастики Белгородской области Римма Павловна отмечена высшим знаком отличия Белгородской области и награждена коллекцией медалей «Прохоровское поле — третье Ратное поле России» III степени